# Surd
Surd is een plaats (község) en gemeente in het Hongaarse comitaat Zala. Surd telt 690 inwoners (2001).